# 2005 en hockey sur glace
Cette page présente les évènements de hockey sur glace de l'année 2005, que ce soit d'un point de vue rencontres internationales ou championnats nationaux. Les grandes dates des différentes compétitions sont données ainsi que les décès de personnalités du hockey mondial.

## Amérique du Nord

### Ligue nationale de hockey
- 16 février : la saison 2004-2005 de LNH est définitivement annulée, les propriétaires des franchises et l'Association des joueurs de la Ligue nationale de hockey (NHLPA) n'ont pas trouvé d'accord sur un éventuel plafonnement maximal des salaires.
- 13 juillet : le plus long conflit de l'histoire du sport professionnel en Amérique du Nord est terminé. Après 301 jours de lock-out, joueurs et propriétaires de la Ligue nationale de hockey ont conclu une entente sur un nouveau contrat de travail.
- 5 octobre : ouverture du championnat 2005-2006 de la LNH. Les 30 formations de la ligue disputent un match à cette occasion ; c'est une première.

### Ligue américaine de hockey
- Les Phantoms de Philadelphie remportent la Coupe Calder.

### East Coast Hockey League
- Les Titans de Trenton remportent la Coupe Kelly.

### Ligue canadienne de hockey
- L'Océanic de Rimouski remporte la Coupe du président en battant en cinq rencontres les Mooseheads d'Halifax.

- Les Knights de London remportent la coupe J.-Ross-Robertson en battant en cinq rencontres le 67 d'Ottawa.

- Les Rockets de Kelowna remportent la Coupe du Président en battant en cinq rencontres les Wheat Kings de Brandon.

- 29 mai : les Knights de London, équipe hôte du tournoi, remportent la Coupe Memorial face à l'Océanic de Rimouski par la marque de 4-0.

### Ligue nationale de hockey féminin (1999-2007)
- l'Aeros de Toronto est champion de la LNHF.

## Europe

### France
- 28 février : la Coupe de France revient à Rouen face à Briançon en finale.
- 4 avril : Mulhouse champion de France face à Tours.

### Suisse
- 7 avril, Ligue Nationale A : le HC Davos remporte son 27e titre en battant le ZSC Lions lors du 5e match de la finale.

## International

### Jeux olympiques
- 10 février - 13 février : tournois qualificatifs pour les Jeux olympiques d'hiver de 2006 qui auront lieu à Turin qui ont offert les trois dernières places à la Suisse, la Lettonie et le Kazakhstan.

### Championnats du monde
- 15 mai : la République tchèque remporte le championnat du monde masculin devant le Canada et la Russie.

### Championnat du monde féminin
- 9 avril : les États-Unis remportent le championnat du monde féminin devant le Canada et la Suède.

### Championnat du monde juniors
- 4 janvier : Le Canada remporte le championnat du monde juniors devant la Russie et la République tchèque.

## Autres évènements

### Fin de carrière
- 9 mars : Philippe Bozon, premier joueur français à avoir joué en LNH met un terme à sa carrière à l'âge de 38 ans.

### Fondation de club
- Disparition du SaHK Iskra Banská Bystrica (Slovaquie) remplacé par le HC05 Banská Bystrica.

### Décès
- 4 janvier : Bud Poile, joueur puis entraîneur. Il fut intronisé au Temple de la renommée du hockey en 1990.
- 25 février : Leo Labine, joueur ayant évolué durant douze saisons en LNH.
- 3 avril : Rick Blight, choix de premier tour des Canucks de Vancouver lors du Repêchage amateur de la LNH de 1975
- 9 juillet : Alex Shibicky, joueur ayant remporté la Coupe Stanley en 1940 avec les Rangers de New York.
- 26 juillet : Gilles Marotte, joueur ayant évolué dans la LNH et l'AMH durant treize saisons. Il fut impliqué dans la transaction qui envoya Phil Esposito aux Bruins de Boston.
- 6 septembre :  décès de Nikolaï Epchteïn, joueur puis entraîneur soviétique.